# نهر ساساياب
نهر ساساياب هو نهر في جزيرة بورنيو يتدفق في مقاطعة كالمنتان الشمالية بإندونيسيا. يشكل دلتا التي تملك جزر بما في ذلك جزر بونيو وتاراكان
.